# Баскское национальное действие
Ба́скское национа́льное де́йствие (баск. Eusko Abertzale Ekintza, исп. Acción Nacionalista Vasca, EAE-ANV) — баскская националистическая партия, действующая на территории Испании. Основана в 1930 году левыми кругами, отказавшимися входить в правую и клерикальную Баскскую националистическую партию, и была первой баскской партией с социалистической программой. В гражданскую войну в Испании союзничала с общеиспанскими левыми и республиканскими партиями, в 1936 году вошла в Народный фронт, до 1979 года входила в баскское правительство в изгнании, а до 1946 года — в республиканское правительство в изгнании.
16 сентября 2008 года партия была запрещена решением Верховного суда Испании по обвинению в связях с террористической организацией ЭТА. Партия обжаловала данное решение в Европейском суде по правам человека, который подтвердил решение о запрете.